# Kazahstanska nogometna reprezentacija
Kazahstanska nogometna reprezentacija predstavlja Kazahstan u športu nogometu. Domaće utakmice igraju na Astana Arenai. Kazahstanska reprezentacija je svoju prvu službenu utakmicu odigrala protiv Turkmenistana 1992. i pobijedila s 1:0. Od 1992. pa sve do 2002. godine Kazahstan je bio pod okriljem Azijskog nogometnog saveza. Od 2002. pa sve do sada su pod okriljem UEFA-e.

## Uspjesi

### Svjetska prvenstva
- 1930. do 1994. – nisu nastupali, zato što su bili dio SSSR-a
- 1998. do 2022. – nisu se kvalificirali

### Europska prvenstva
- 1960. do 1992. – nisu nastupali, zato što su bili dio SSSR-a
- 1996. do 2000. – nisu nastupali, jer nisu bili članica UEFA-e
- 2004. do 2024. – nisu se kvalificirali

### Azijska prvenstva
- 1956. do 1992. – nisu nastupali
- 1996. do 2000. – nisu se kvalificirali
- 2004. – nisu nastupali, jer više nisu bili članca AFC-a

## Vanjske poveznice
- Fan Website  Arhivirana inačica izvorne stranice od 2. siječnja 2011. (Wayback Machine)
- Kazakh's Football
- RSSSF
- Transfermarkt.de  Arhivirana inačica izvorne stranice od 15. ožujka 2010. (Wayback Machine)